# Åge Steen
Åge Steen (11 febbraio 1960) è un allenatore di calcio ed ex calciatore norvegese, di ruolo difensore.

## Carriera

### Giocatore

#### Club
Steen giocò per il Kongsvinger dal 1982 al 1983 e dal 1986 al 1988.

### Allenatore
Dal 1989 al 1993, fu l'allenatore del Grue.  Dal 1996 al 1997, fu tecnico del Kongsvinger. Steen guidò poi lo Haugesund dal 1998 al 1999. Dal 2000 al 2004, fu commissario tecnico della Nazionale femminile norvegese.